# Savannah (Georgia)
Savannah ist eine Stadt im Chatham County im US-Bundesstaat Georgia und County Seat. Das U.S. Census Bureau ermittelte bei der Volkszählung 2020 eine Einwohnerzahl von 147.780.
Sie liegt am Savannah River und ist der Mittelpunkt der Metropolregion Savannah. Sie wurde 1733 gegründet und war die erste Siedlung der britischen Kolonie Georgia. Bis zum Sezessionskrieg war die Stadt ein wichtiger Hafen für Baumwolle, und 1864 endete hier General Shermans „Marsch zum Meer“. Heute ist Savannah – neben seinem bedeutenden Container-Hafen – vor allem als Universitätsstadt mit fünf Hochschulen bekannt. Die Altstadt mit ihren historischen, begrünten Plätzen und vielen restaurierten Häusern der Antebellum-Architektur gilt heute als eine der schönsten der Vereinigten Staaten.

## Geschichte
Auf dem Gebiet des heutigen Savannah lebten zur Zeit der Ankunft der ersten Europäer Yamacraw-Indianer. Die Stadt wurde am 12. Februar 1733 von General James Oglethorpe als erste Siedlung der britischen Kolonie Georgia gegründet. Sie befindet sich etwa 25 Kilometer von der Atlantikküste entfernt am Savannah River.
Die Stadt war ein Umschlagsplatz des atlantischen Sklavenhandels, der die britischen Kolonien über die Middle Passage verband; sie versorgte die großen Farmen der Province of Georgia mit Arbeitskräften, die aus Afrika als Sklaven verschleppt wurden, erreichte jedoch nicht die Bedeutung von Charleston (South Carolina) als Drehscheibe des Sklavenhandels.
1778 kam Savannah während des Amerikanischen Unabhängigkeitskriegs unter Kontrolle der Briten und der Loyalisten, ähnlich wie Charleston (South Carolina) und New York City. 1779 belagerten amerikanische und französische Truppen die Stadt erfolglos. Die Volkszählung von 1800 nennt für Savannah 5146 freie Einwohner und 8201 Sklaven. Im Sezessionskrieg (1861–1865) gehörte Georgia zu den Konföderierten Staaten von Amerika. Am 21. Dezember 1864 endete in Savannah der in Atlanta begonnene „Marsch zum Meer“ General Shermans. Sherman sandte ein berühmt gewordenes Telegramm an Präsident Lincoln, in dem er diesem Savannah als „Weihnachtsgeschenk“ überbrachte.

### Historische Objekte
In Savannah befindet sich der historische Juliette Gordon Low Historic District. Er umfasst drei Gebäude (Wayne-Gordon House: First Girl Scout Headquarters, Andrew Low House sowie das Carriage House) und wurde am 15. Oktober 1966 vom National Register of Historic Places als historisches Denkmal mit der Nummer 66000276 aufgenommen. Er ist zudem als National Historic Landmark eingetragen. In der East Gordon Street 207 befindet sich das historische Massie Common School House.
Im Nordwesten von Savannah befindet sich eine Gruppe von künstlich angelegten Hügeln, die als Irene mounds bezeichnet werden.

## Einwohnerentwicklung
Savannah hat 147.780 Einwohner (Stand: 2020), bei einer Landfläche von 193,6 km².
- 1980 – 141.390
- 1990 – 137.812
- 2000 – 131.510
- 2010 – 136.286
- 2020 – 147.780

## Wirtschaft und Tourismus

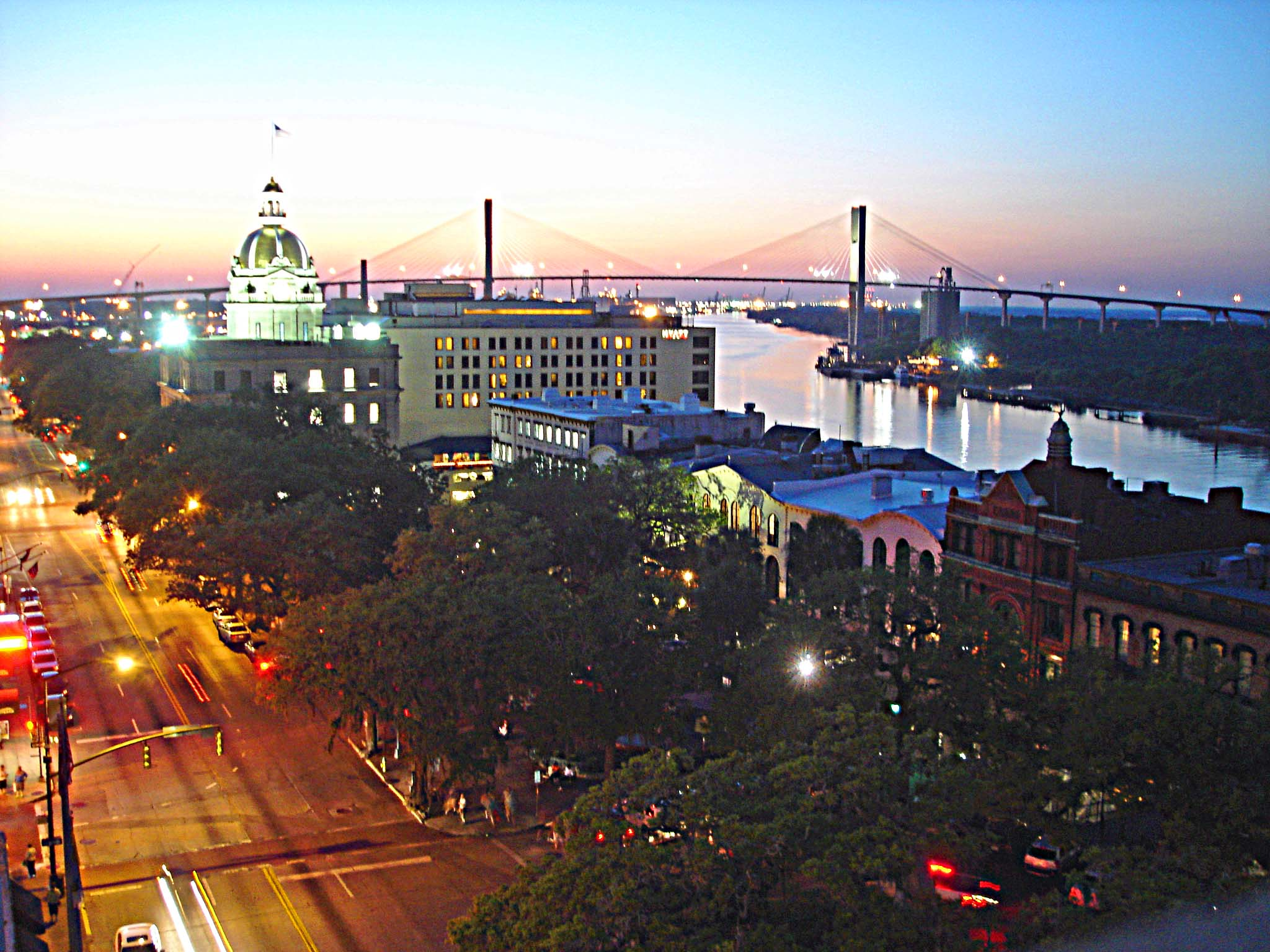
Riverfront mit Blick auf den Hafen von Savannah

Der Hafen von Savannah ist ein bedeutender Überseehafen. Der örtliche Flughafen ist der Flughafen Savannah/Hilton Head.
Einer der größten Arbeitgeber ist die Papierfabrik von International Paper. Sie galt lange Zeit als die größte Papierfabrik der Welt. Weitere Unternehmen sind Gulfstream Aerospace, ein Hersteller von Geschäftsreiseflugzeugen, und der Hersteller von Bau-, Industrie und Landmaschinen Joseph Cyril Bamford (JCB). Um die Großindustrie haben sich zahlreiche Zulieferfirmen angesiedelt.
Auch die Filmindustrie greift oft auf Savannah als Schauplatz zurück. So wurden hier Teile des Films Forrest Gump gedreht. Im Film wartet Forrest Gump auf einer Bank am Chippewa Square in der W. Hull Street auf den Bus; die Bank steht heute im Savannah History Museum.
Savannah wurde auch durch den Bestseller Midnight in the Garden of Good and Evil von John Berendt bekannt, der das Flair der Stadt widerspiegelt und die Geschichte eines bizarren Mordfalls halb journalistisch, halb romanhaft erzählt. Das Buch wurde 1997 von Clint Eastwood in Savannah als Mitternacht im Garten von Gut und Böse verfilmt.
Während die bereits 1670 gegründete Stadt Charleston (South Carolina), die gute zwei Autostunden nordöstlich von Savannah an der Küste liegt, die Grandezza einer kolonialen britischen Handelsstadt und späteren Staaten-Hauptstadt widerspiegelt, ist Savannah bescheidener, dafür umso lebendiger und bunter, was das Leben und Treiben von Touristen und Einheimischen, darunter zahlreichen Studenten, nicht nur im Hafenviertel betrifft. Die River Street gehört zu einem der wenigen Orte in den Vereinigten Staaten, an denen der Konsum von Alkohol auf der Straße erlaubt ist. Einzigartig sind die berühmten Plätze (Squares) der Stadt, umrahmt von historischen Häusern, von denen etliche zu besichtigen sind. Die geschichtsbewussten Bürger pflegen ihre Stadt und deren Museen.

## Bildung
Savannah hat fünf Hochschulen: Armstrong Atlantic State University, Ralston College, Savannah College of Art and Design (SCAD), Savannah State University und South University.
Savannah-Chatham County Public Schools, das örtliche öffentliche Schulsystem, sorgt für den Unterricht von Kindern bis zur zwölften Jahrgangsstufe.

## Sehenswürdigkeiten

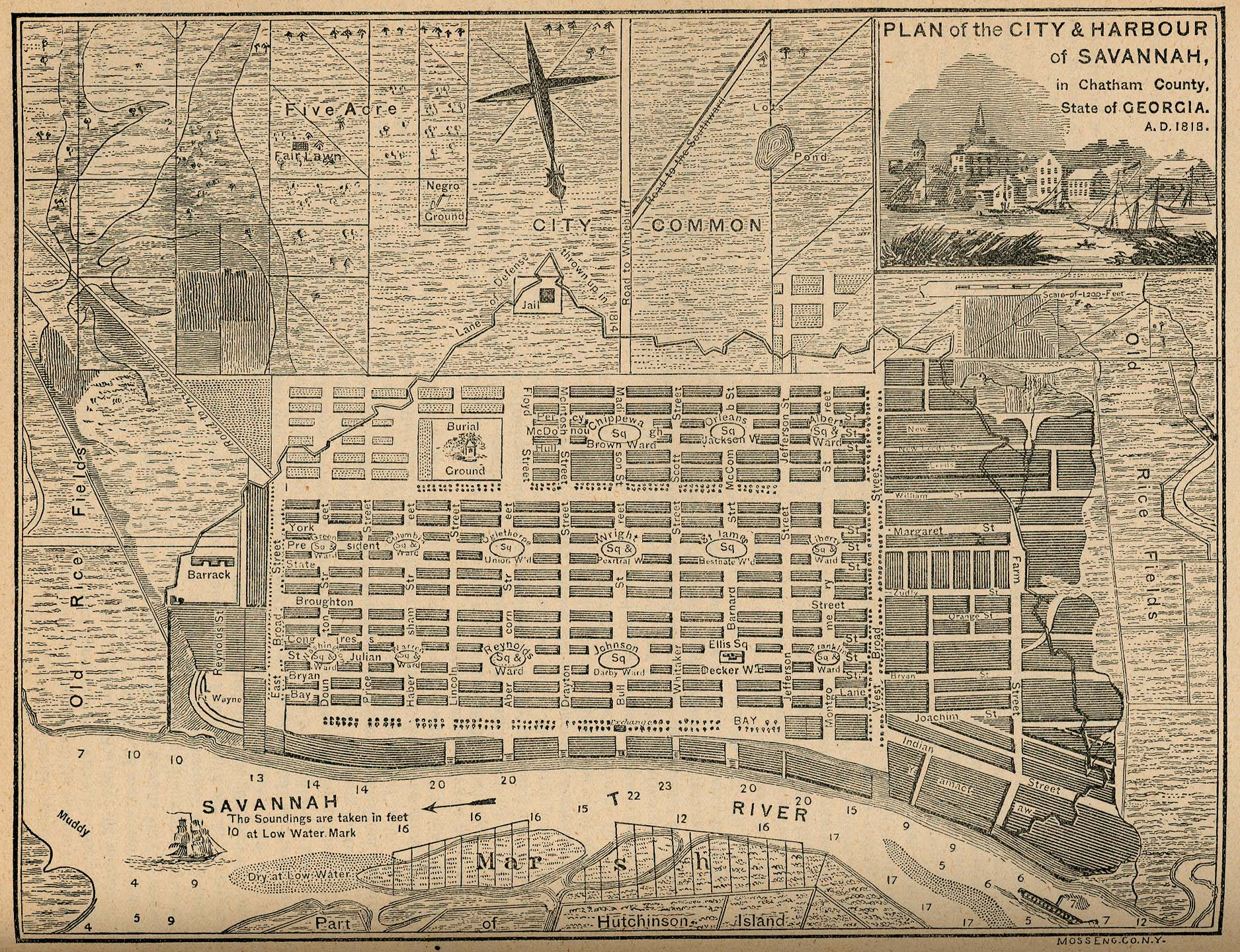
Stadtplan von 1818

- Riverfront Plaza and Factors’ Walk – die restaurierten Straßen zwischen River und Bay Street mit backsteinernen Lagerhäusern und Passagen aus dem 19. Jahrhundert, in denen sich ein Lokal ans andere reiht. Restaurants mit Dachterrassen bieten weite Aussicht über den Savannah River und die Stadt. Am östlichen Ende der gepflegten Uferpromenade steht die  die Statue des „Waving Girl“, ein Wahrzeichen der Stadt. Die historische Straßenpflasterung besteht aus den Ballast-Steinen, welche die Frachtsegler zur Stabilisierung mitführten. Riesige Cargoschiffe ziehen, von Schleppern geführt, gemächlich an der historischen Hafenpromenade vorbei.
- City Market – das restaurierte alte Zentrum der Stadt
- Die für historische Kolonialstädte an der Ostküste typische barocke Planstadt auf Schachbrettgrundriss erfährt hier eine besonders reizvolle Note durch die zahlreichen begrünten, parkartigen Plätze, von denen sie geometrisch exakt durchsetzt ist und die mit Blumenbeeten, Denkmälern und Brunnen verziert sind (siehe unten: Squares). Die meist hölzernen Wohnhäuser der Alleen mit altem Baumbestand sind oft in bescheidener, aber eleganter Antebellum-Architektur gestaltet. Historische Häuser sind beispielsweise das Pink House, das Sorrel Weed House, das erste Hotel der Stadt (heute: Moon River Brewing Company) oder das Geburtshaus von Juliette Gordon Low, der Gründerin der US-Pfadfinderinnen.
- Telfair Museum of Art mit den historischen Wohnhäusern Telfair Academy und Owens Thomas House und dem modernen Jepson Center
- Kirchen wie die Trinity United Methodist Church, die Cathedral of St. John the Baptist, die St. John’s Church der anglikanischen Episcopal Diocese of Georgia, die First African Baptist Church mit regelmäßigen Gospelgottesdiensten, die Independent Presbyterian Church oder der Temple Mickve Israel
- Historische Häuser zu besichtigen: Harper Fowlkes House, Davenport House Museum, Andrew Low House, Juliette Gordon Low Birthplace, Mercer-Williams House, Flannery O’Connor Childhood Home, Green Meldrim House, Scarbrough House (Ships of the Sea Maritime Museum), Sorrel-Weed House.[10]
- Historische Friedhöfe wie der Colonial Park Cemetery mit Gräbern aus der Zeit der englischen Kolonien, der Laurel Grove Cemetery mit Grabstätten von konföderierten Soldaten und Sklaven und der Bonaventure Cemetery, eine ehemalige Plantage
- Historische Forts wie Fort James Jackson und das Fort Pulaski National Monument, beides wichtige Kriegsschauplätze im Amerikanischen Bürgerkrieg

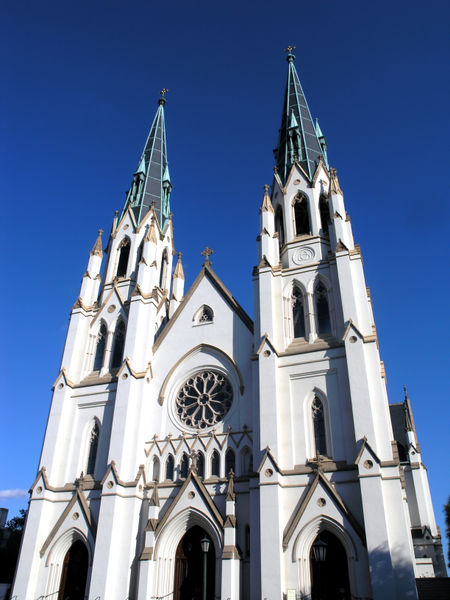
Kathedralbasilika St. Johannes der Täufer
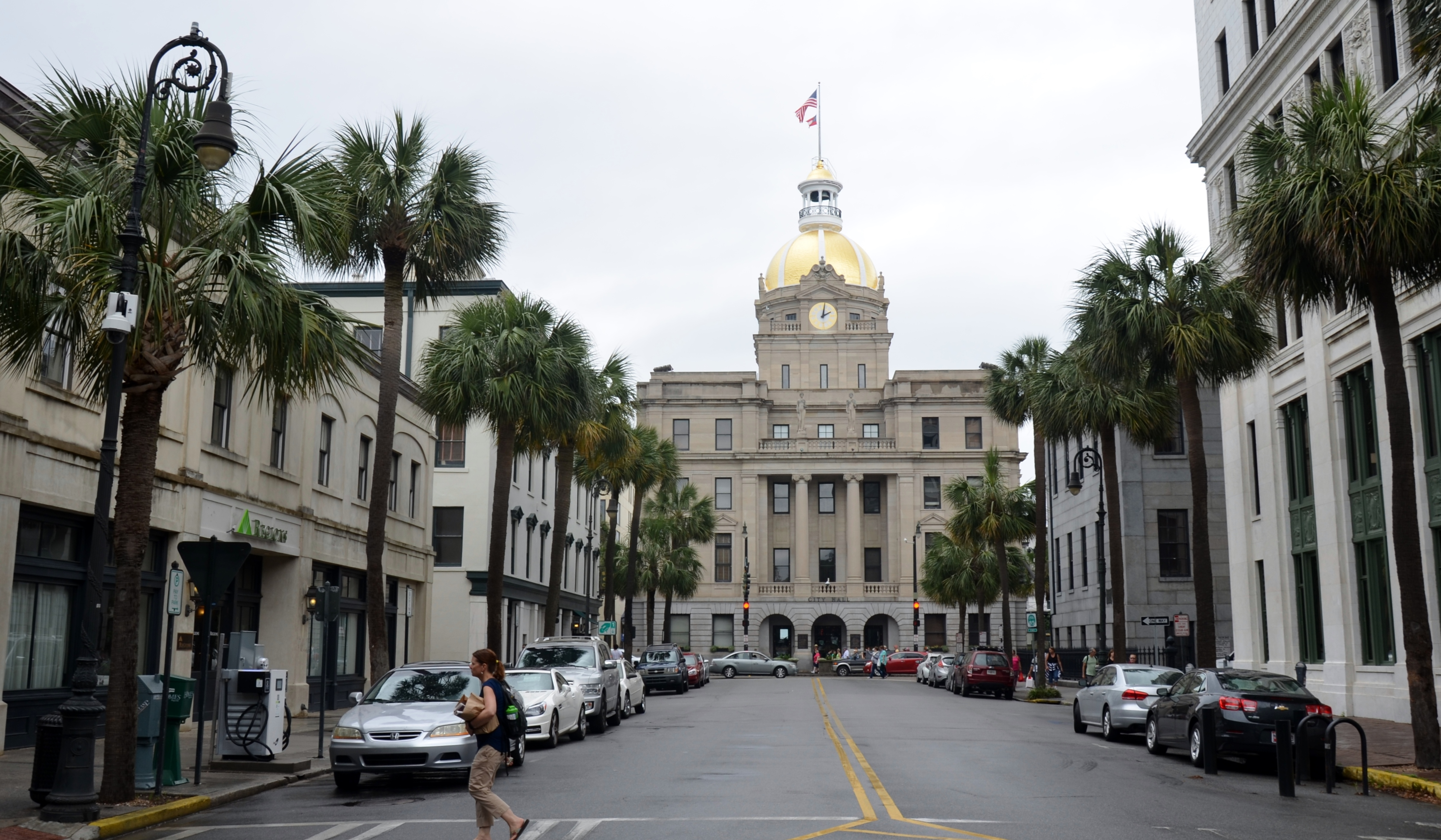
City Hall
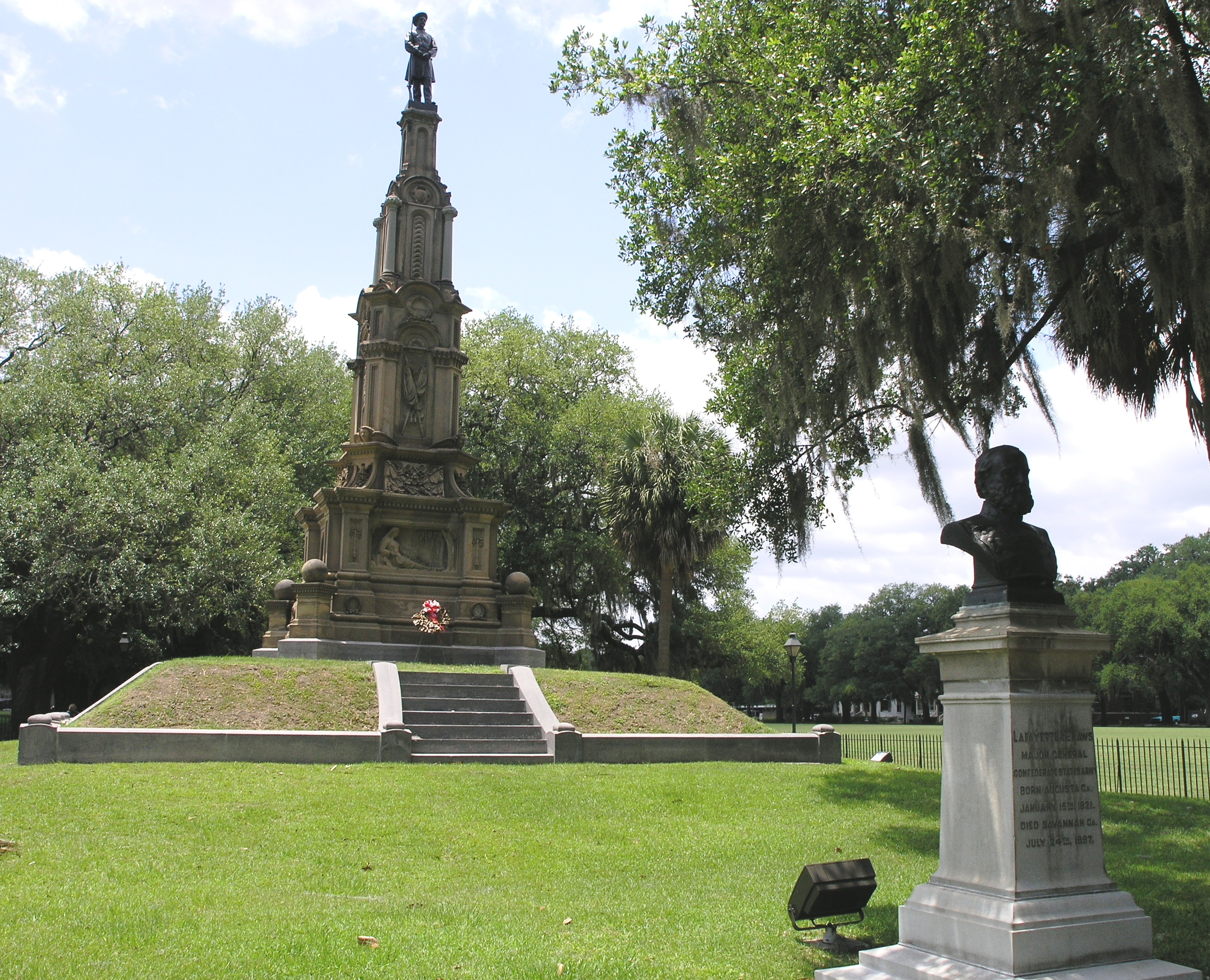
Confederate Memorial im Forsyth Park
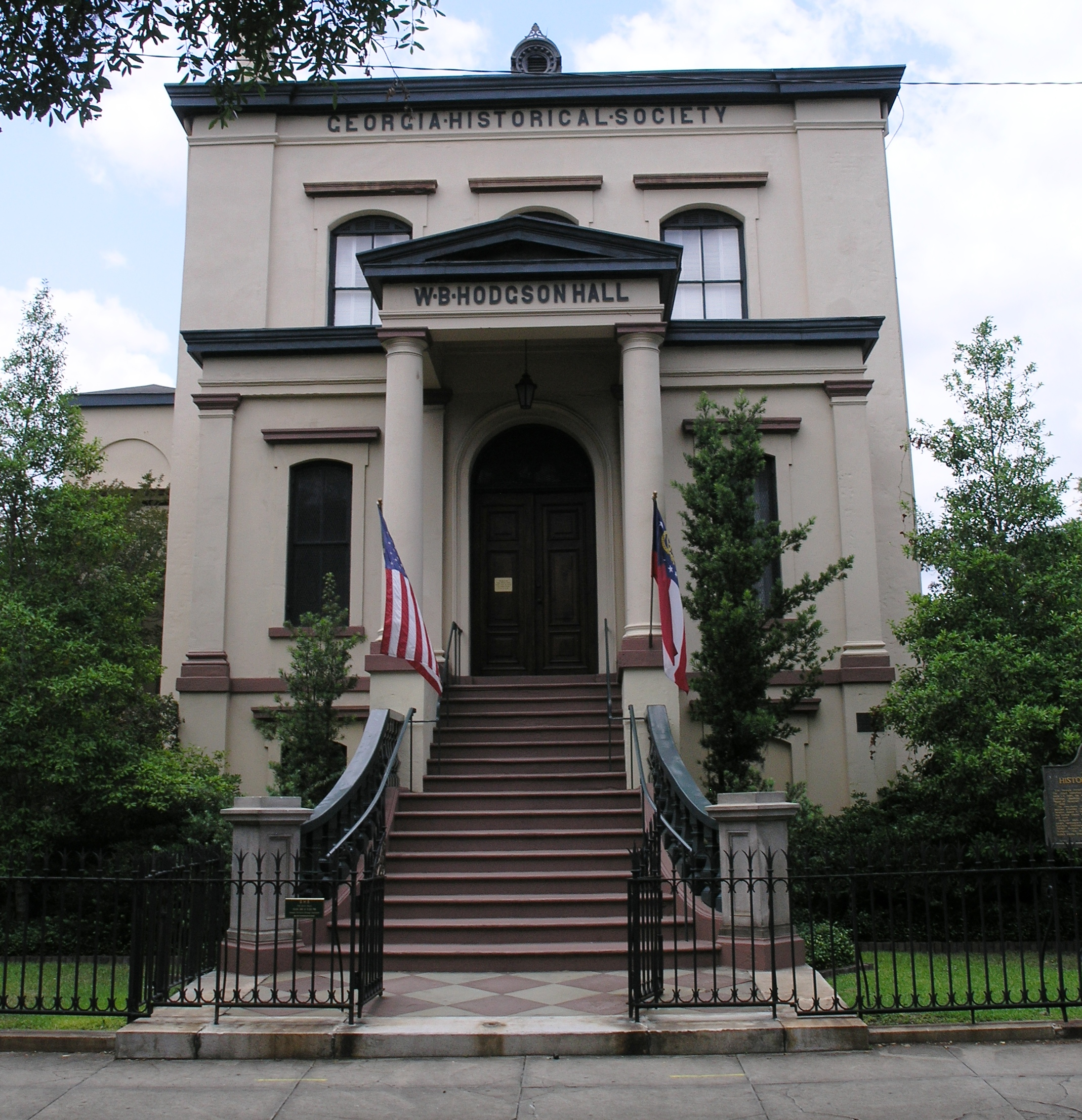
Georgia Historical Society
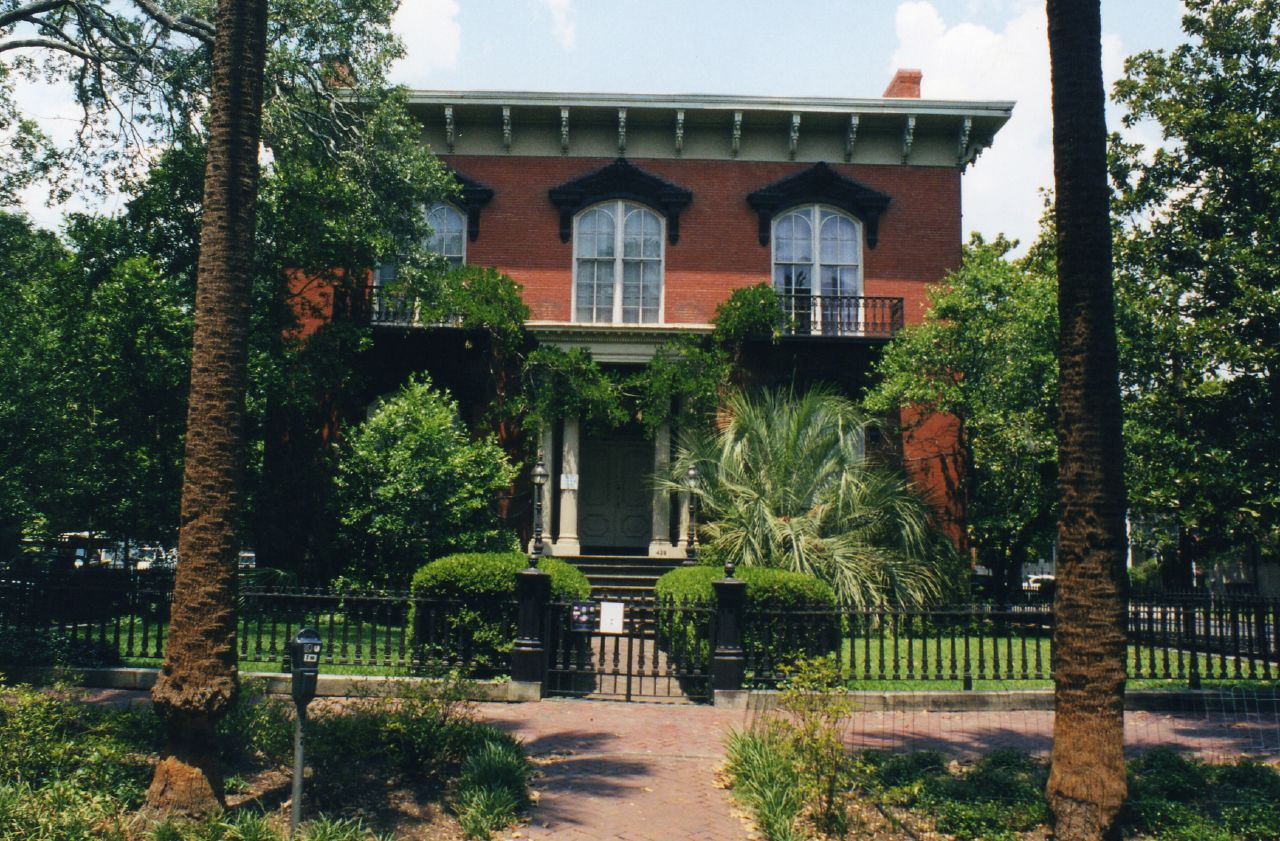
Mercer-Williams-Haus: 1868 erbaut, Schauplatz des Films Mitternacht im Garten von Gut und Böse
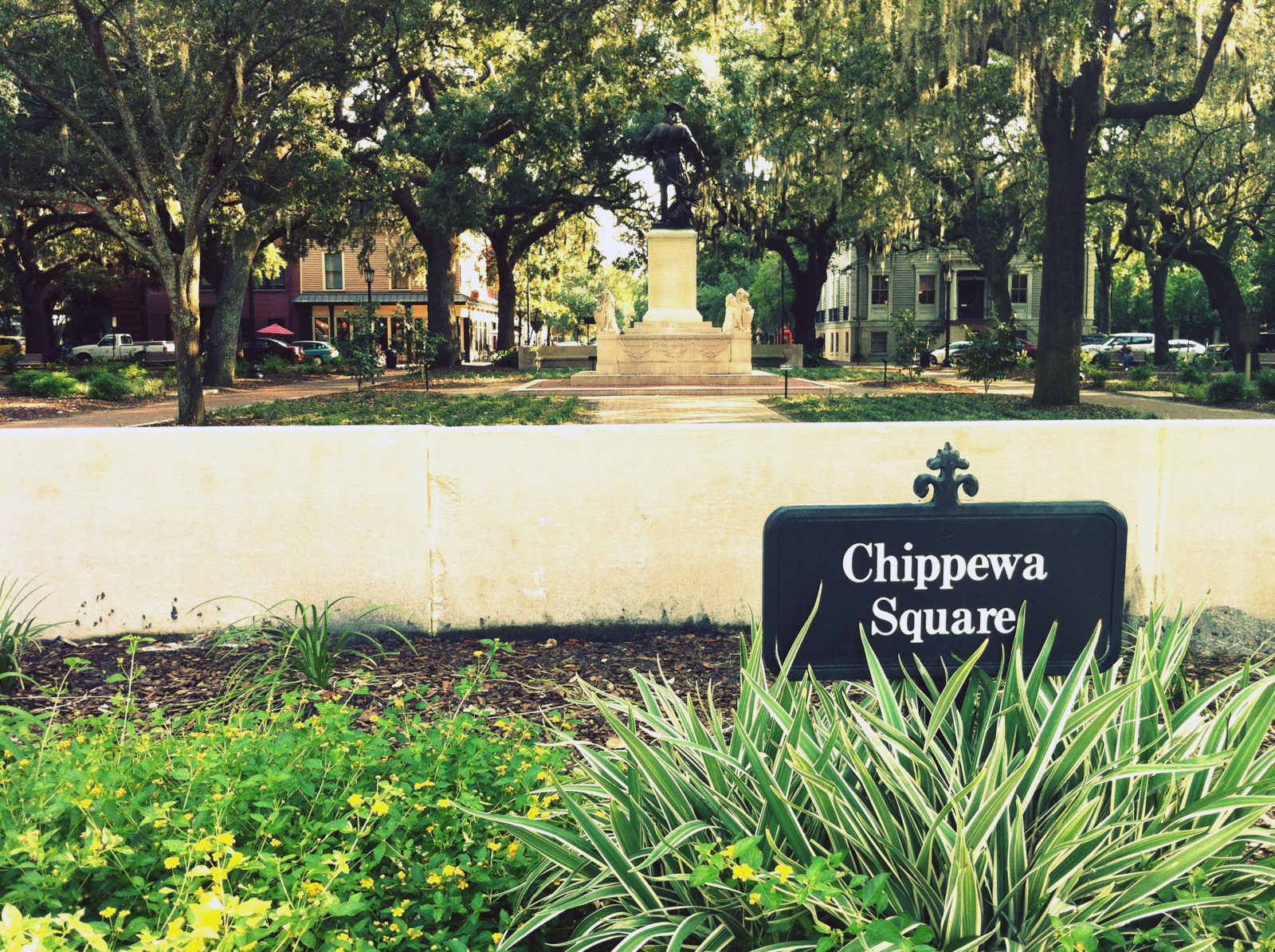
Chippewa Square, Schauplatz des Films Forrest Gump

### Squares

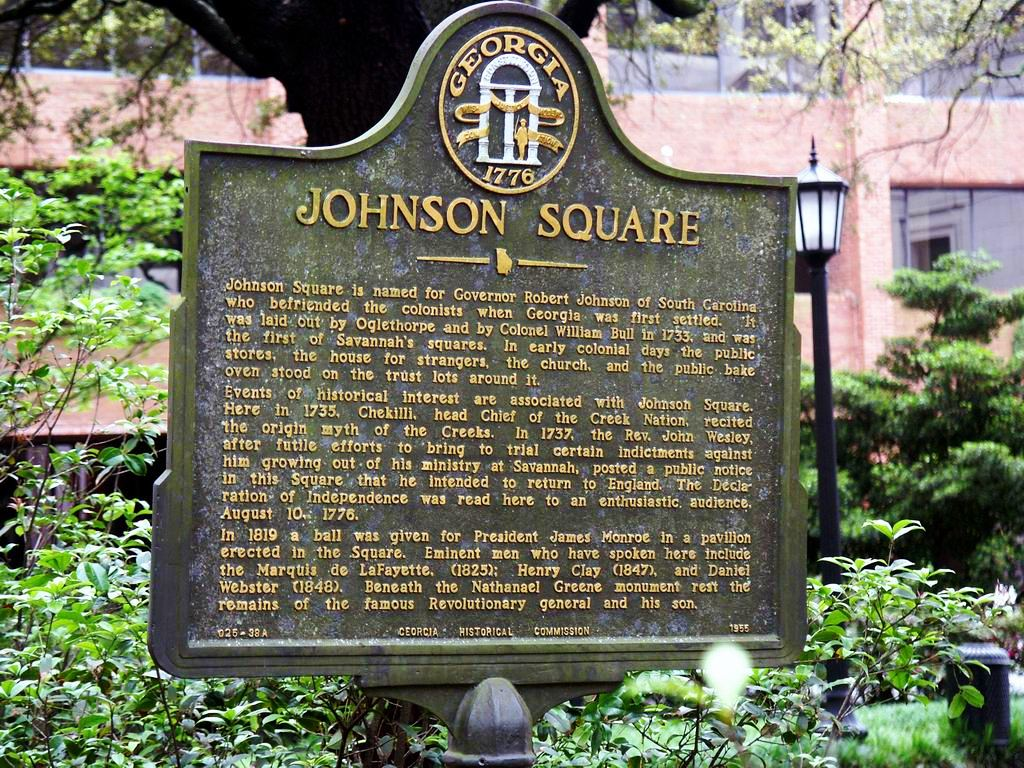
Gedenktafel auf dem Johnson Square

Die 24 Plätze (Squares) der Stadt sind
- Calhoun Square
- Chatham Square
- Chippewa Square
- Columbia Square
- Crawford Square
- Elbert Square
- Ellis Square
- Franklin Square
- Greene Square
- Johnson Square
- Lafayette Square
- Liberty Square
- Madison Square
- Monterey Square
- Ogelthorpe Square
- Orleans Square
- Pulaski Square
- Reynolds Square
- Telfair Square
- Troup Square
- Warren Square
- Washington Square
- Whitefield Square
- Wright Square

Die Plätze sind nach der Stadtgründung in der zweiten Hälfte des 18. Jahrhunderts angelegt worden. Sie verteilen sich regelmäßig auf das Schachbrettmuster der Straßen, welches sie in bestimmten Abständen verbreitern. Auf dem Stadtplan von 1818 erkennt man in der Längsachse, parallel zum Fluss, sechs Plätze, die sich weiter südlich in dreifacher Anordnung wiederholen. Sie sind sehr unterschiedlich gestaltet, vom streng formal angelegten größten Platz, dem Johnsohn Square mit Obelisken, Brunnen und Sonnenuhr bis zum Spielplatz auf dem kleinsten, dem Crawford Square. Charakteristisch ist vor allem der alte, üppige Baumbestand mit dem im Deep South verbreiteten, von den Ästen verschiedener Baumarten malerisch herabhängenden Spanischen Moos. Die Plätze Elbert, Ellis und Liberty werden „verlorene Squares“ genannt, weil sie der städtebaulichen Umstrukturierung in den 1950er Jahren zum Opfer fielen. Der Elbert und der Liberty Square wurden gepflastert, um die Interstate 16 verlängern zu können, während der Ellis Square dem Parkhaus auf dem City Market weichen musste. Es bestehen Pläne, diese drei Squares wiederherzustellen.

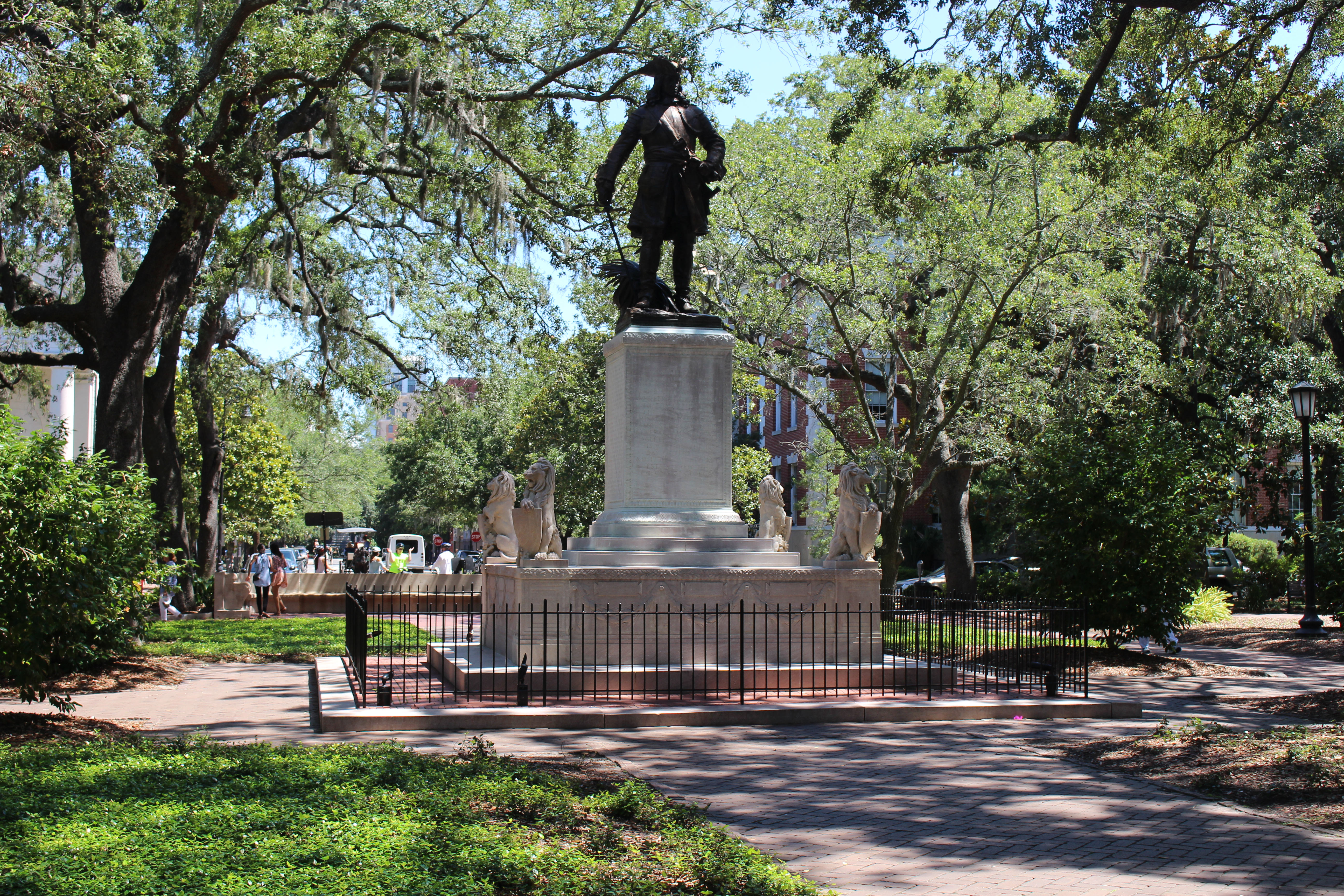
Chippewa Square mit Denkmal des Stadtgründers James Oglethorpe
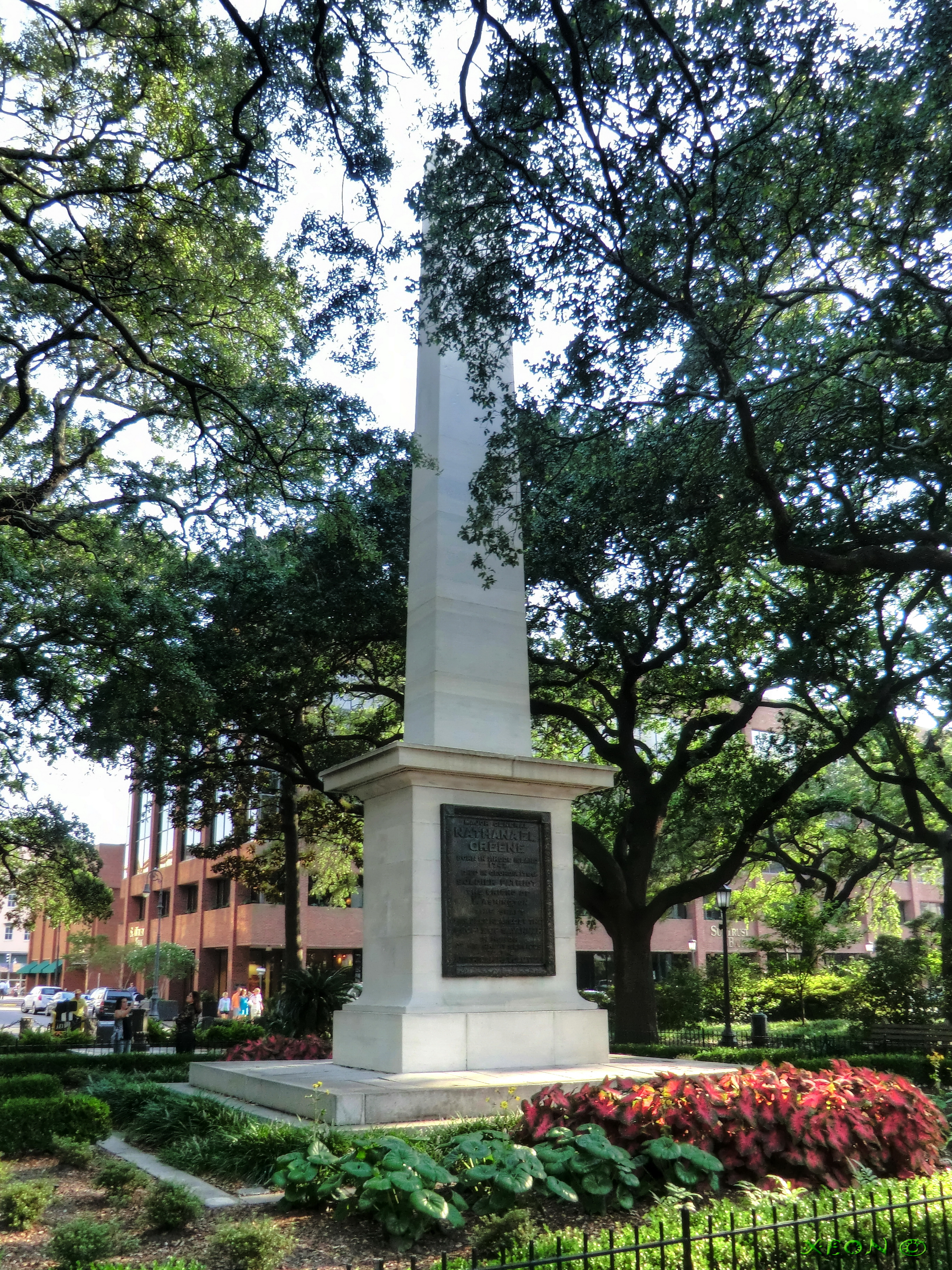
Johnson Square mit Denkmal für Nathanael Greene
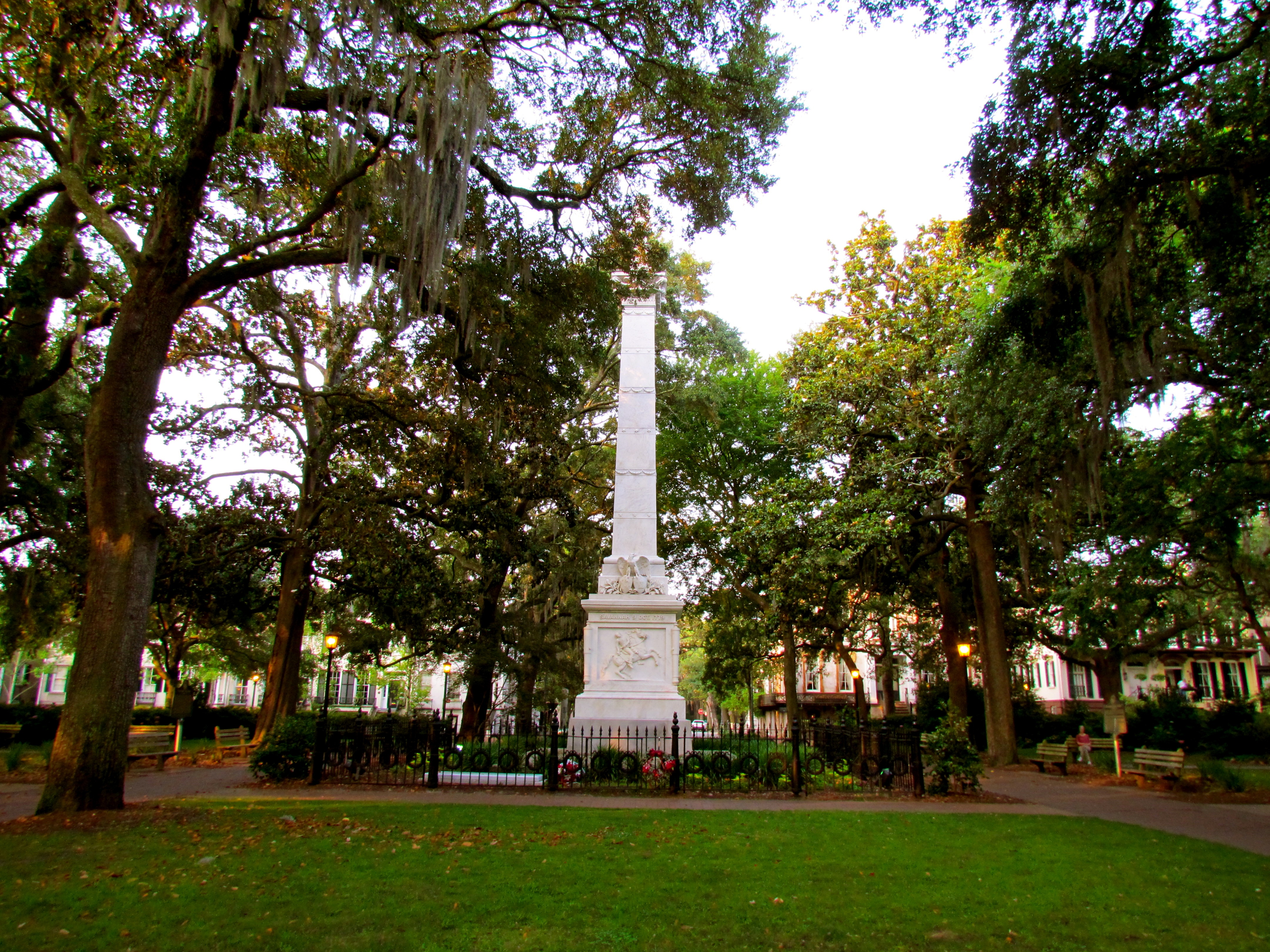
Monterey Square mit Denkmal für Kazimierz Pułaski
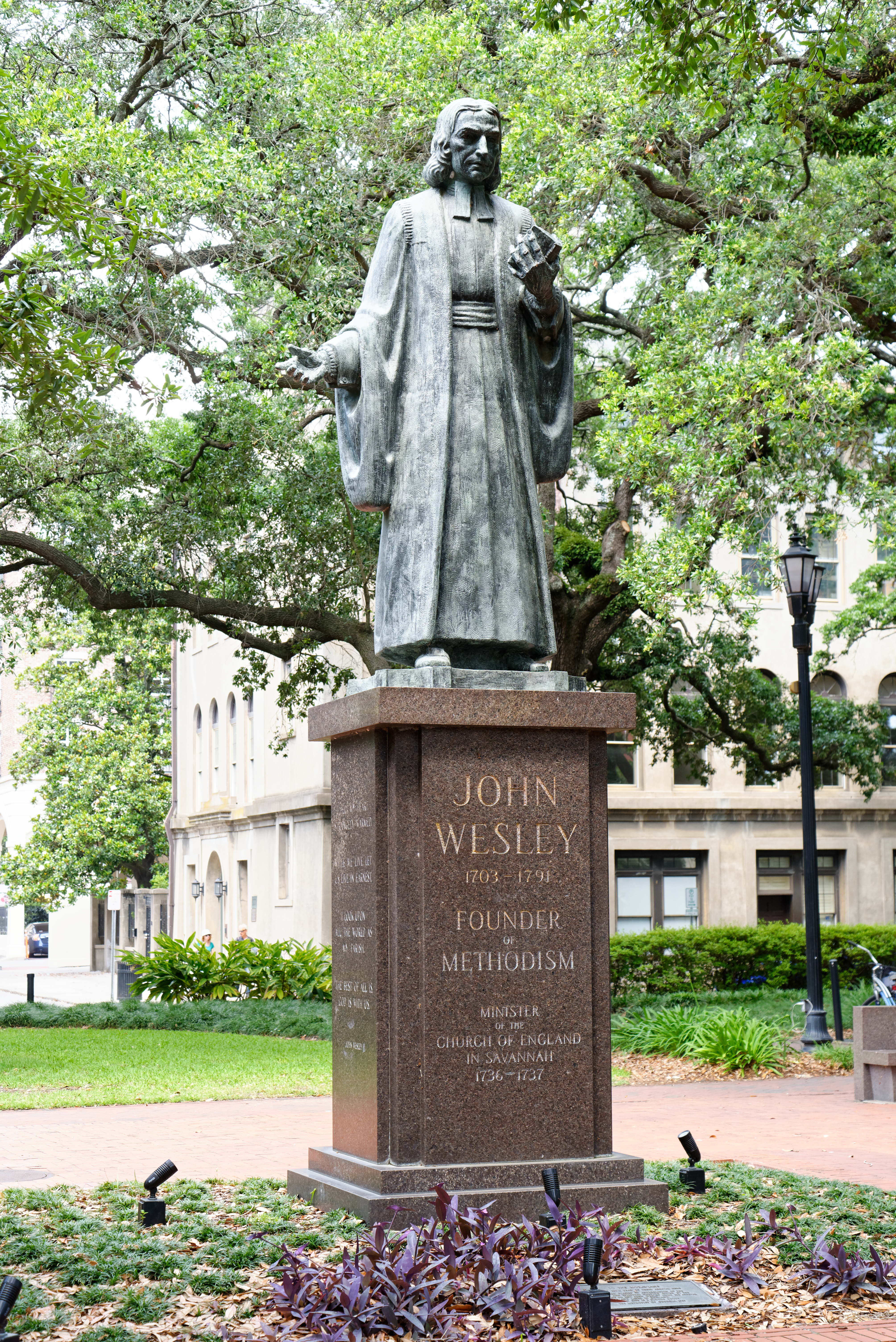
Reynolds Square mit Denkmal für John Wesley
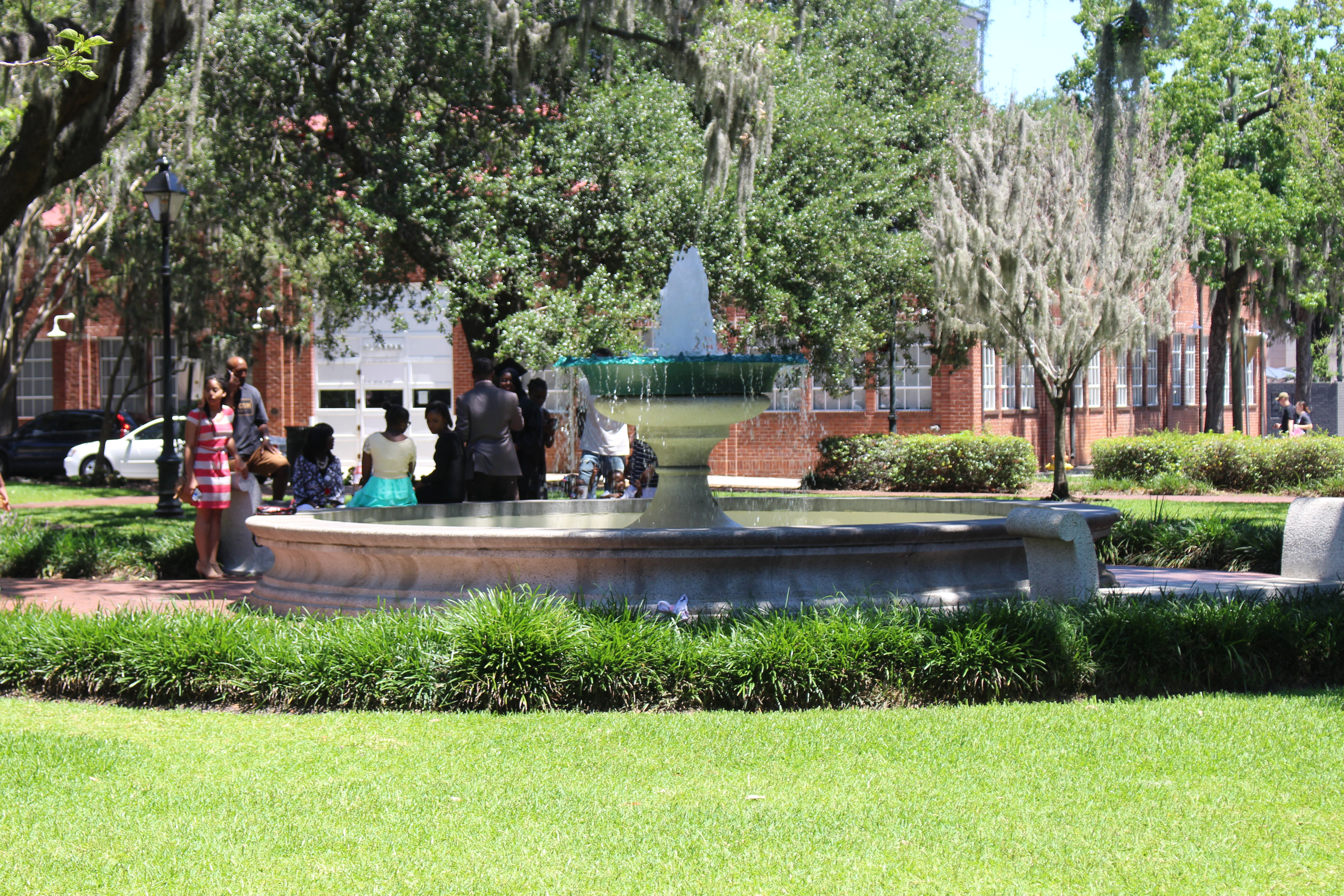
Orleans Square mit Gedenkbrunnen für die deutschen Einwanderer
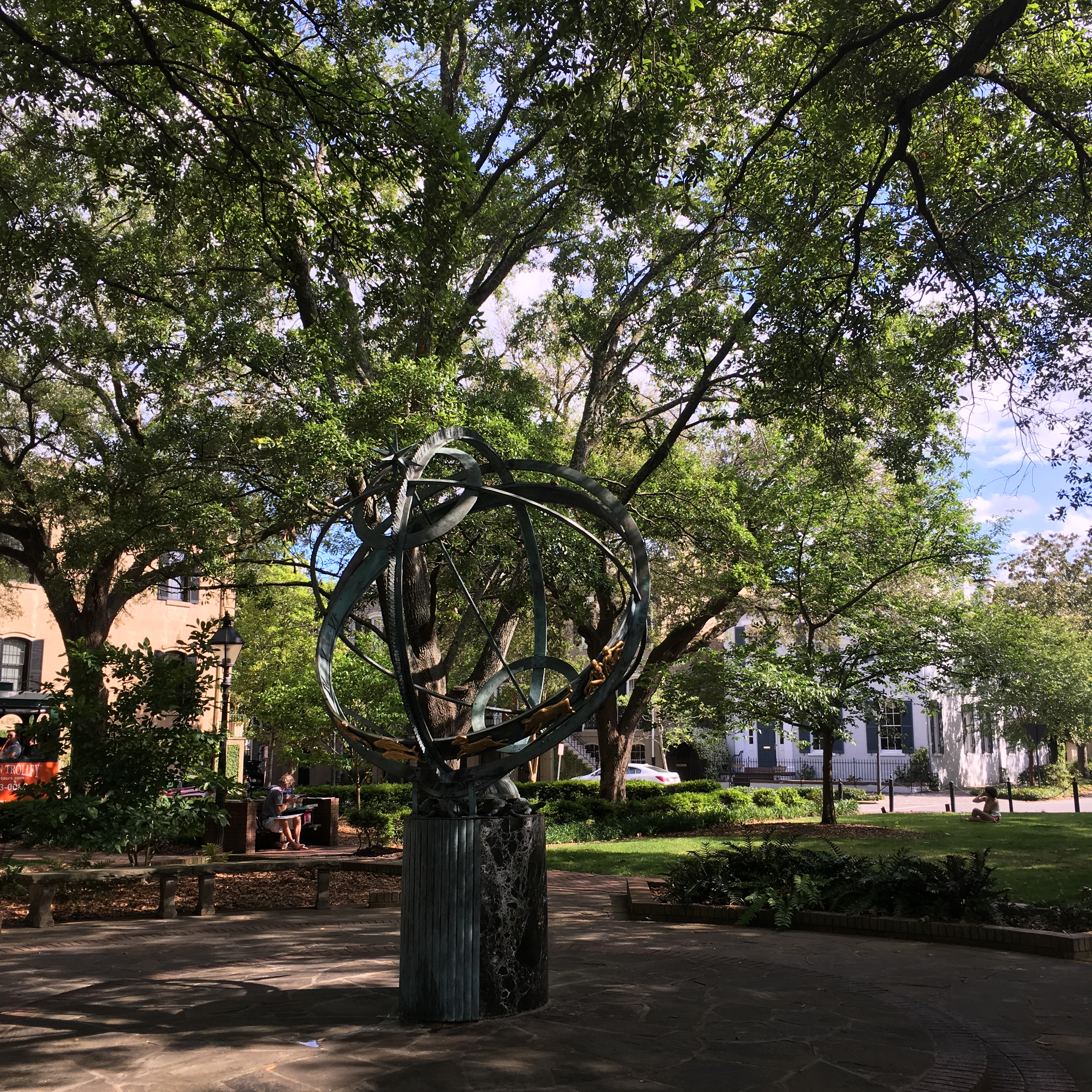
Troup Square
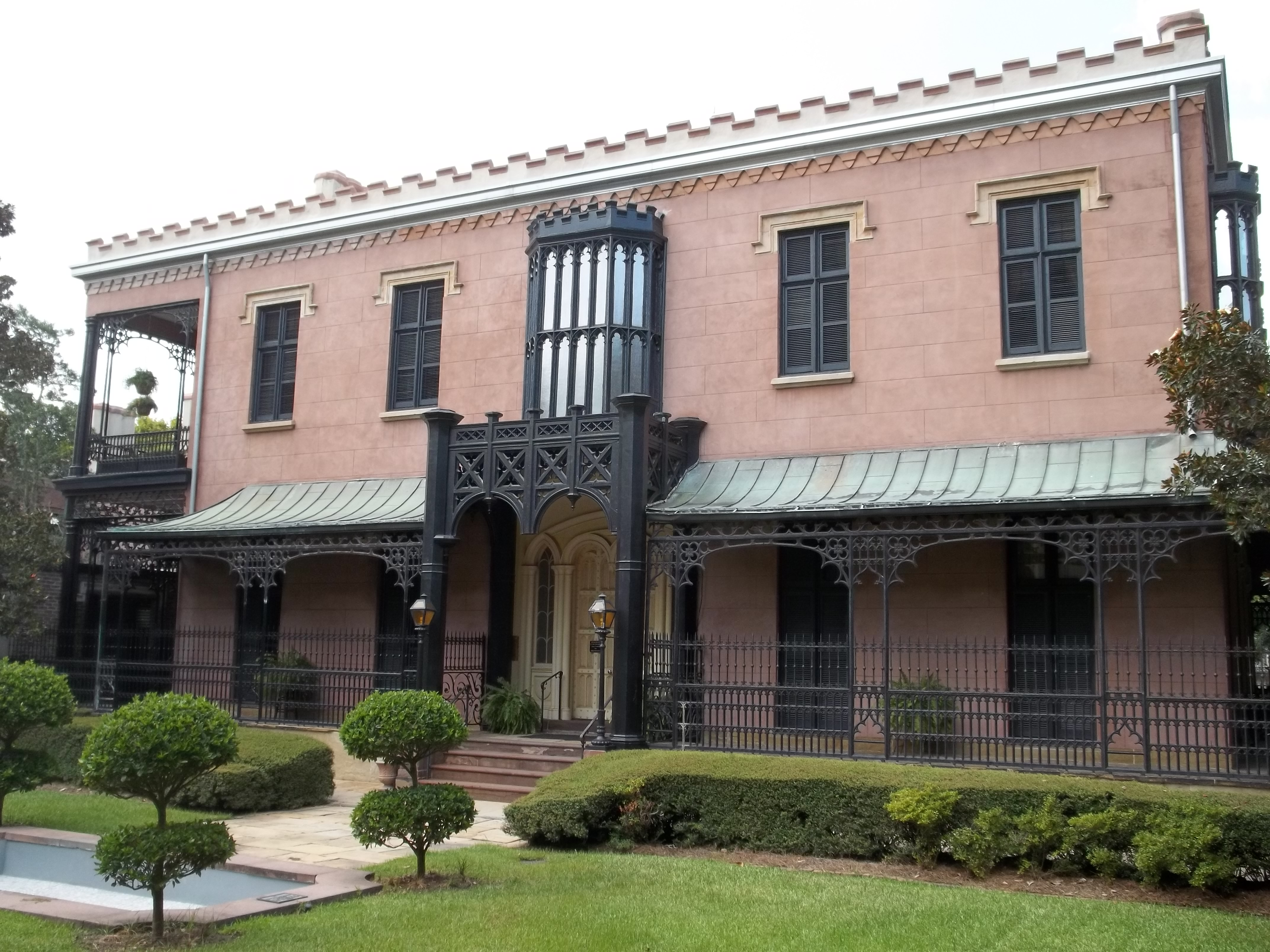
Green–Meldrim House, 14 West Macon Street, im Stil des Tudor Revival der Antebellum-Architektur
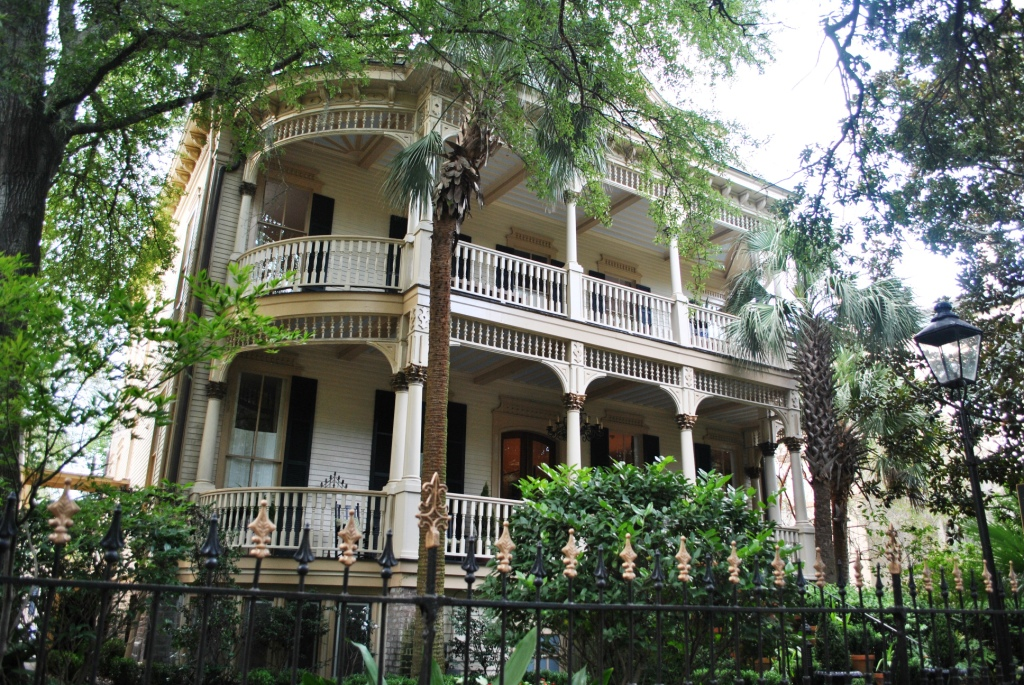
Magnolia Hall, 507 Whitaker Street
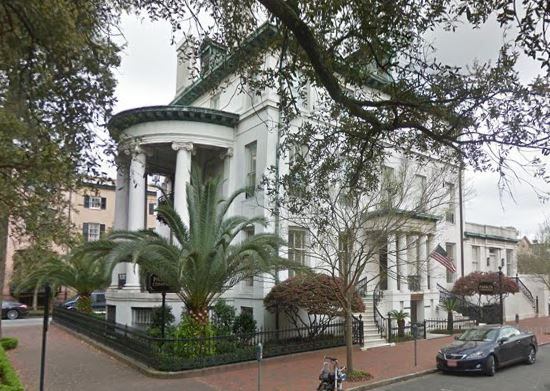
Philbrick-Eastman House
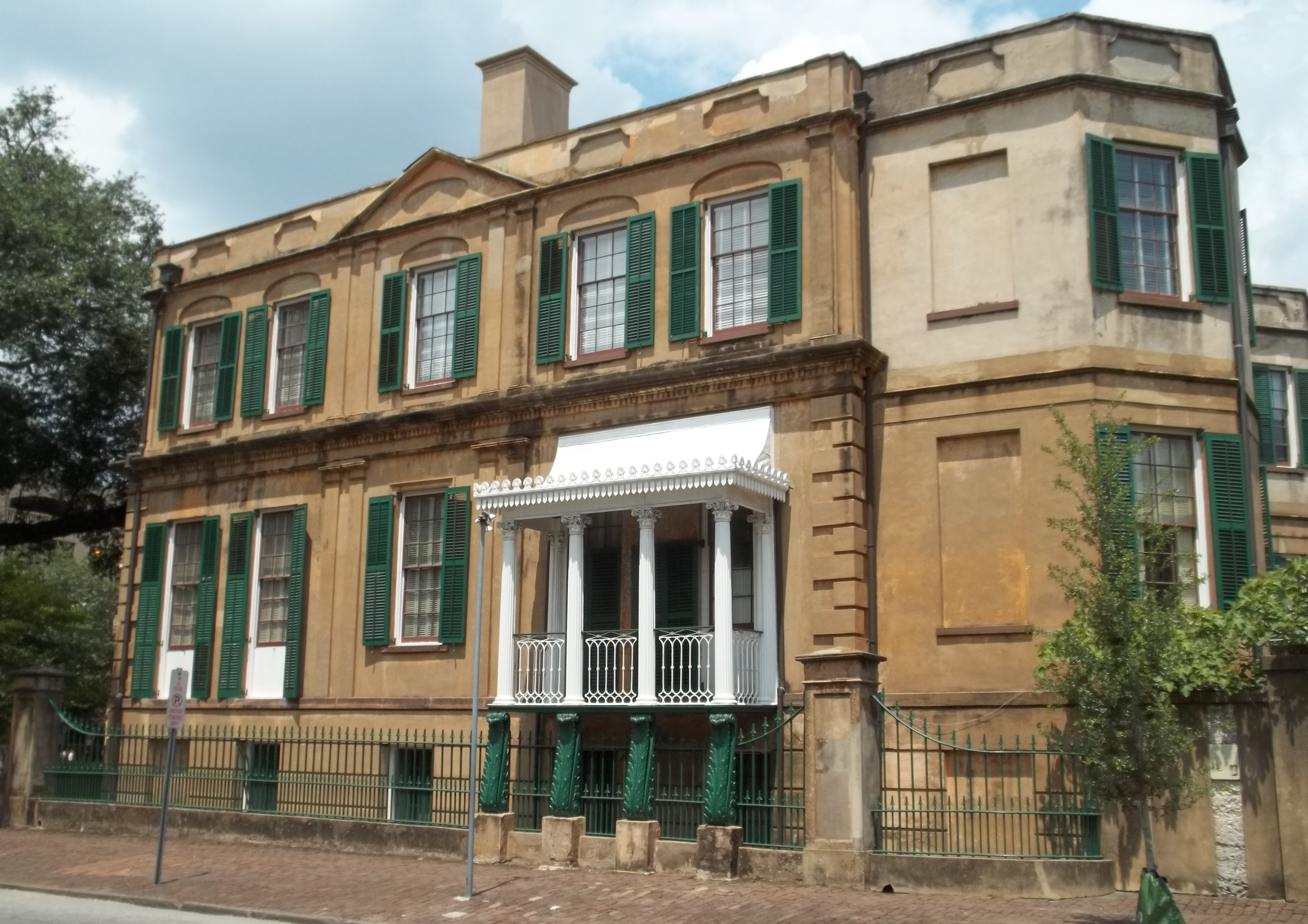
Owens-Thomas House
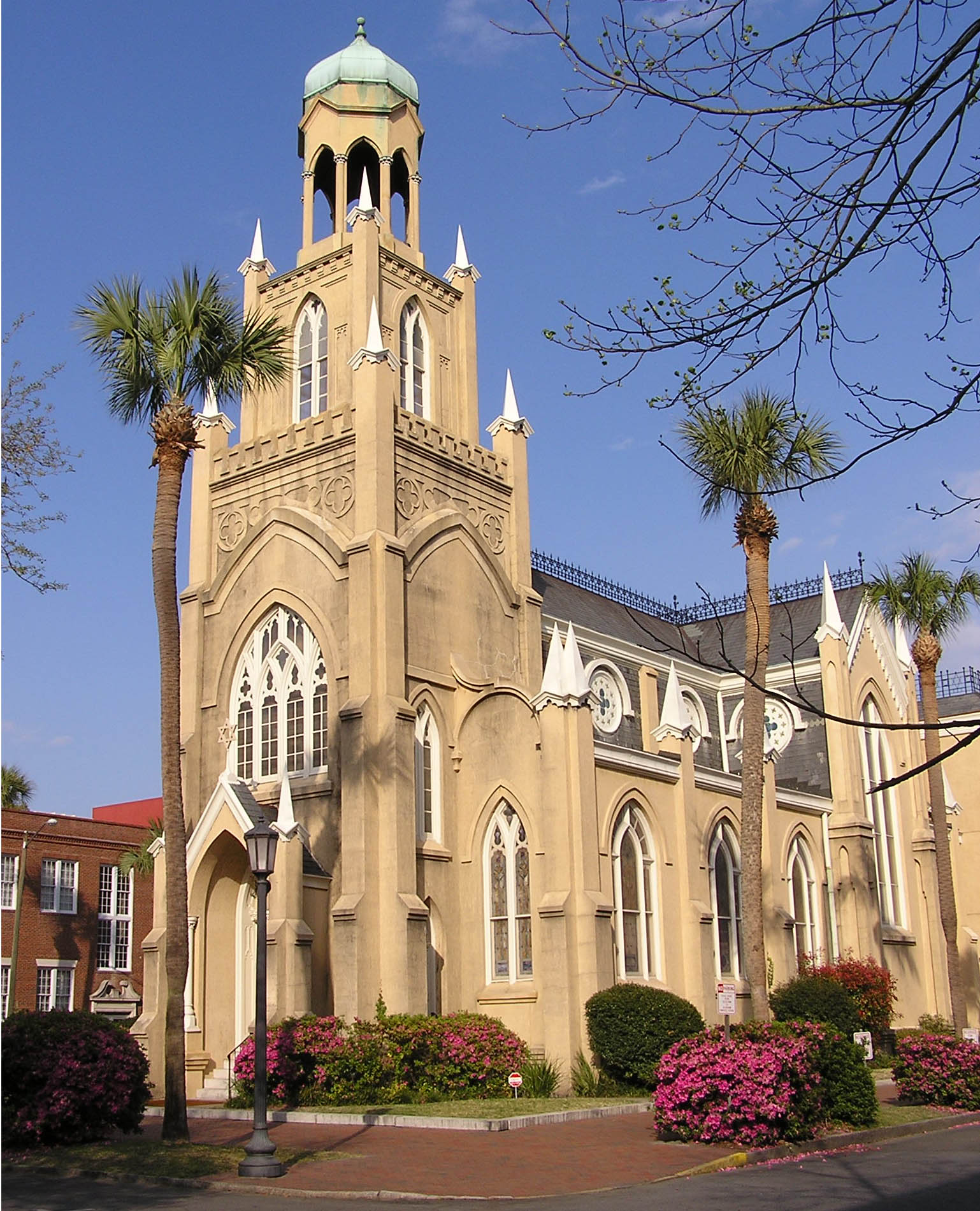
Mickve Israel Synagoge
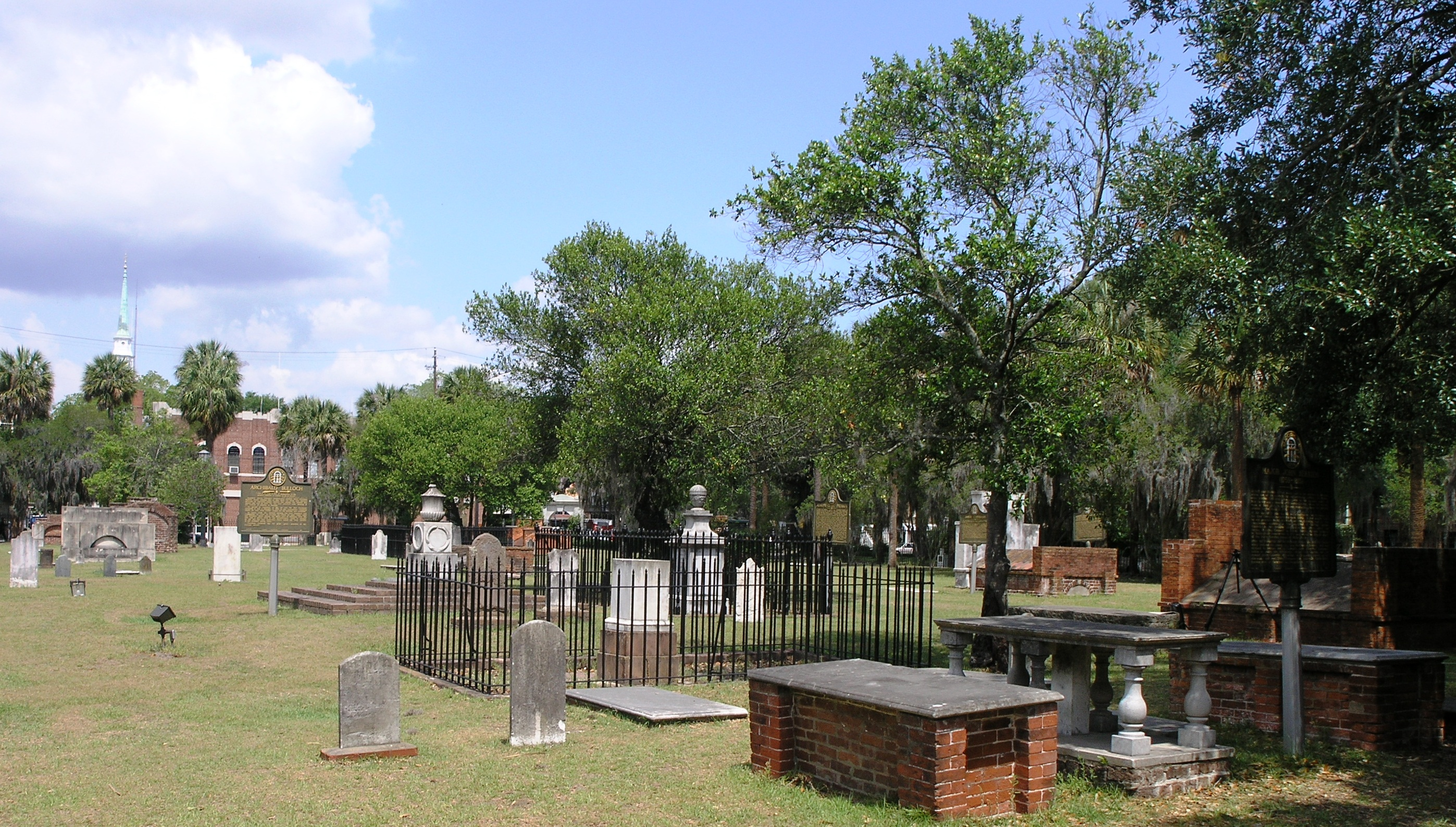
Colonial Cemetery

## Städtepartnerschaften
- Batumi in Georgien
- Patras in Griechenland
- Jiujiang in China
- Halle (Saale) in Deutschland; seit Oktober 2011[11]
- Kaya in Burkina Faso

## Klimatabelle
|                       | Jan  | Feb  | Mär  | Apr  | Mai   | Jun   | Jul   | Aug   | Sep   | Okt  | Nov  | Dez  |   |         |
| Mittl. Tagesmax. (°C) | 15,4 | 16,9 | 21,2 | 25,3 | 28,9  | 31,6  | 32,8  | 32,1  | 29,6  | 25,3 | 21,1 | 16,8 | ⌀ | 24,8    |
| Mittl. Tagesmin. (°C) | 3,4  | 5,1  | 9,1  | 12,5 | 17,2  | 20,7  | 22,4  | 22,3  | 19,9  | 13,8 | 8,9  | 5,0  | ⌀ | 13,4    |
|                       |      |      |      |      |       |       |       |       |       |      |      |      |   |         |
| Niederschlag (mm)     | 91,2 | 81,8 | 96,0 | 77,0 | 103,9 | 143,8 | 162,1 | 189,5 | 113,5 | 60,7 | 55,6 | 75,2 | Σ | 1.250,3 |
|                       |      |      |      |      |       |       |       |       |       |      |      |      |   |         |
| Regentage (d)         | 7,9  | 7,3  | 7,4  | 5,3  | 7,0   | 9,3   | 11,2  | 11,1  | 7,7   | 4,6  | 4,9  | 6,8  | Σ | 90,5    |

| 3,4 |

| 5,1 |

| 9,1 |

| 12,5 |

| 17,2 |

| 20,7 |

| 22,4 |

| 22,3 |

| 19,9 |

| 13,8 |

| 8,9 |

| 5,0 |

| 3,4 |

| 5,1 |

| 9,1 |

| 12,5 |

| 17,2 |

| 20,7 |

| 22,4 |

| 22,3 |

| 19,9 |

| 13,8 |

| 8,9 |

| 5,0 |